# پابلو تامبورینی
پابلو تامبورینی (انگلیسی: Pablo Tamburrini؛ زادهٔ ۳۰ ژانویهٔ ۱۹۹۰) بازیکن فوتبال متولد شیلی اهل فلسطین است.
از باشگاه‌هایی که در آن بازی کرده است می‌توان به باشگاه فوتبال سانتیاگو واندررس و باشگاه ورزشی پالستینو اشاره کرد.
وی همچنین در تیم ملی فوتبال فلسطین بازی کرده است.